# コスモ☆ソルジャー
コスモ☆ソルジャー（1971年11月14日 - ）は、宇宙をモチーフにした日本の覆面レスラー。

## 経歴
中央大学入学と同時にプロレス同好会に入り、学生プロレスを始める。
中央大学在学中にSPWFに入門。アマチュア部門の二部リーグでデビューした後、茂木正淑、『神風』等と同時期に退団。後にレッスル夢ファクトリーに入門。
1995年5月24日、レッスル夢後楽園ホール大会の対怨霊戦でプロデビュー。
2000年10月、プロレスリング華☆激に移籍。
2005年5月15日、ワンダーシティイベントホールでデビュー10周年記念大会「名古屋☆エストレージャ」でエル・サムライと対戦して敗北。
2010年8月1日、露橋スポーツセンター第2競技場でデビュー15周年記念大会「BRAVE CHALLENGE」で再びサムライと対戦して勝利。
2015年4月12日、東京スポーツ文化館でデビュー20周年記念大会でスペル・クレイジーと対戦して敗北。
2016年2月7日、露橋スポーツセンター第2競技場でデビュー20周年記念名古屋大会「BRAVE CHALLENGE」で高岩竜一と対戦して敗北。
2017年5月21日、東京スポーツ文化館でプロデュース大会「コズミック☆ランデブー」を開催。
2019年9月より、岐阜市柳ケ瀬Ｍ's Cafeでのプロディース大会「COSMIC BOX」を継続開催中。
ダイビングフットスタンプ
ブルーウイング
セントーンアトミコと同型。
スナップショット
ダイヤモンドダストと同型。
アンクルホールド
Level42
技名はソルジャーが木村カエラのファンで木村がMCを務めるテレビ神奈川の番組「saku saku」にメールで「彼女のデビュー曲「Level42」を技の名前にしてもよいか」と投稿したことがきっかけでアステカと共にsaku sakuに出演して木村から許可をもらったのが由来。
ギャラクタス
ランニングダブルニーアタックと同型。仰向けになった相手の上半身を引き起こして尻餅をつかせた状態にして相手と距離をとって助走してジャンプしながら両膝を突き出すように両膝を折り畳み、突き出した両膝を相手の顔面目掛けて叩き込む。

## 入場曲
- 初代 : 銀河鉄道999（ゴダイゴ）
- 2代目 : ドッグファイター
- 3代目 : 木星
- SHOOTING STAR（八反安未果） - 東海プロレス限定で使用

## タイトル歴
- 博多ライトヘビー級王座
- 博多タッグ王座
- 篠栗88タッグ王座
- JWA東海王座

## エピソード
- アステカと共に長年、プロレスリング華☆激を支え続けるエース格的存在。
- 「華☆激のローラーボールマシン」といわれるように絶えず動き続けるテンポの良い攻撃を得意としている。空中殺法を繰り出す。
- ビルドアップされた身体とよく焼けた小麦色の肌が目を引く。腕が太い。
- 華☆激名古屋大会ではプロデューサーとして手腕を振るう。
- DDTプロレスリングやハッスルといったエンターテイメント性の強いプロレスに否定的である。ショー的要素を最小限にとどめたハードヒットのバチバチスタイルを好み、アステカの顔面に膝蹴りを入れて鼻を骨折させたことがある。格闘競技としてのプロレスを実践する。
- 負けず嫌いで打撃を喰らったらムキになって反撃する姿がたびたび見られる。
- 地味で口下手な性格。
- 2007年から2009年にはガルーダとのタッグチーム「ファイヤー・ウイングス」を2011年から2012年にはスペル・タイラとのタッグチーム「パステル・バルキリーズ」を結成して、どちらのタッグチームでも博多タッグ王座を獲得している。
- 2014年、刃駈、加藤拳と共に東海プロレスを中心に活動するユニット「剣（ブレイド）」を結成。
- 趣味はアクアリウム。
- よくアステカと喧嘩するらしい。
- 実家は由緒ある餡子問屋。
- デザイナーとしての顔も持ち、レッスル夢ファクトリー時代の元同僚の富豪富豪夢路が最初にデザインしたマスクがコスモ☆ソルジャーのマスクである。
- J:COM 福岡の番組「博多発めんたいルチャテレビ」に出演するため、居住地の名古屋から博多に来た時に生活の全てをアステカに頼り、財布を持ってこなかった。先輩のアステカに対して態度がデカく、養ってもらっているにもかかわらず「フグが食いたい」などと言っていた。